# Andrzej Maria Deskur

Kardinalswappen von Andrzej Maria Deskur

Andrzej Maria Kardinal Deskur (* 29. Februar 1924 in Sancygniów bei Kielce, Polen; † 3. September 2011 in der Vatikanstadt) war ein Kurienkardinal der römisch-katholischen Kirche.

## Leben
Andrzej Maria Deskur, Sohn einer französischstämmigen Familie, studierte an der Jagiellonen-Universität in Krakau Jura und wurde zum Doktor der Rechte promoviert. Während dieser Zeit leitete er als Generalsekretär die bedeutende polnische Studentenorganisation Bratniak. Später trat er in das Krakauer Priesterseminar ein und empfing 1950 nach dem Studium der Theologie und Philosophie durch Pierre-Marie Kardinal Gerlier das Sakrament der Priesterweihe. Er absolvierte anschließend ein Promotionsstudium an der Universität Freiburg im Üechtland in der Schweiz.
1952 trat Deskur in die Dienste des Vatikans. Von 1954 bis 1964 war er Untersekretär der Päpstlichen Kommission für Kino, Radio und Fernsehen, während des Zweiten Vatikanischen Konzils, in dessen Verlauf er verschiedenen Kommissionen angehörte, übernahm er Aufgaben in der Presse- und Öffentlichkeitsarbeit. 1973 ernannte ihn Papst Paul VI. zum Präsidenten der Päpstlichen Kommission für die sozialen Kommunikationsmittel. Am 17. Juni 1974 wurde er von Papst Paul VI. zum Titularbischof von Thenae ernannt. Die Bischofsweihe spendete ihm der Papst am 30. Juni 1974; Mitkonsekratoren waren der Offizial im Staatssekretariat, Erzbischof Giovanni Benelli, und der Sekretär der Kongregation für die Evangelisierung der Völker, Erzbischof Duraisamy Simon Lourdusamy.
Seit Beginn seiner Zeit in Rom arbeitete er in verschiedenen römischen Pfarreien in der Seelsorge. 1980 ernannte ihn Papst Johannes Paul II. unter Beibehaltung seines Titularbistums pro hac vice zum Titularerzbischof. Am 8. April 1984 trat er von der Leitung der Kommission für die sozialen Kommunikationsmittel zurück.
1985 wurde Andrzej Maria Deskur als Kardinaldiakon mit der Titeldiakonie San Cesareo in Palatio in das Kardinalskollegium aufgenommen und 1996 zum Kardinalpriester pro hac vice ernannt. Ab 1987 leitete er als Präsident die Pontifica Accademia dell’Immacolata. Er war Mitglied der Päpstliche Kommission für den Staat der Vatikanstadt. Wegen Überschreitung der Altersgrenze von 80 Jahren nahm Kardinal Deskur nicht am Konklave 2005 teil.
Vor allem durch sein Engagement in der Pressearbeit erlangte er weithin Bekanntheit. Im asiatischen Raum hatte er großen Anteil am Aufbau des katholischen Rundfunksenders Radio Veritas.
Deskur starb am 3. September 2011 in seinem Appartement im Palazzo San Carlo im Alter von 87 Jahren.

## Ehrungen
- 1983: Großkreuz des Ordens des Infanten Dom Henrique
- 2006: Orden des Weißen Adlers